# Arnold Vogt
Arnold Vogt (* 7. März 1952 in Rüthen; † 29. Dezember 2004) war ein deutscher Museumspädagoge. Er war Professor an der Hochschule für Technik, Wirtschaft und Kultur Leipzig.

## Leben
Vogt studierte nach dem Abitur 1970 und dem Grundwehrdienst bei der Bundeswehr ab 1973 als Stipendiat der Stiftung Orth ab Hagen Geschichte, Theologie, Philosophie und Erziehungswissenschaften an der Westfälischen Wilhelms-Universität in Münster, legte die Staatsexamina (1978, 1985) für das Höhere Lehramt ab und wurde 1983 beim Militärhistoriker Werner Hahlweg mit der Dissertation Religion im Militär. Seelsorge zwischen Kriegsverherrlichung und Humanität. Eine militärgeschichtliche Studie zum Dr. phil. promoviert.
Er arbeitete als Mitarbeiter am Lippischen Landesmuseum in Detmold und am Stadtmuseum Münster. Außerdem war er Lehrbeauftragter für Denkmal- und Museumspädagogik an der Universität Münster. Er war von 1993 bis 2004 Professor für Museumspädagogik am Fachbereich Buch und Museum an der Hochschule für Technik, Wirtschaft und Kultur Leipzig. Er war 2002 Gründungsmitglied und später Ehrenvorsitzender des Arbeitskreises Museumspädagogik Ostdeutschland. Darüber hinaus war er Mitglied des Regionalverbandes Ostdeutschland im Bundesverband Museumspädagogik und Voting Member des International Committee for Museology (ICOFOM).
Er wurde auf dem Zentralfriedhof Münster beigesetzt.

## Arnold-Vogt-Preis für Museumspädagogik
Seit 2006 verleiht die Fakultät Medien der HTWK Leipzig den mit 1000 Euro dotierten Förderpreis Arnold-Vogt-Preis für Museumspädagogik für „praxisrelevante, innovative Forschungsergebnisse“.

## Schriften (Auswahl)
- Beiträge zur Familienkunde Vogt (-Brinkmann), Rüthen. Aschendorff, Münster 1975.
- Religion im Militär. Seelsorge zwischen Kriegsverherrlichung und Humanität. Eine militärgeschichtliche Studie (= Europäische Hochschulschriften / 3). Lang, frankfurt am Main 1984, ISBN 3-8204-5185-4.
- Karikaturen von Rudolf Schöpper. Stadtmuseum Münster 7. Dezember 1990 – 21. April 1991. Aschendorff, Münster 1990, ISBN 3-402-05719-0.
- Den Lebenden zur Mahnung. Denkmäler und Gedenkstätten. Zur Traditionspflege und historischen Identität vom 19. Jahrhundert bis zur Gegenwart. Lutherisches Verlagshaus, Hannover 1993, ISBN 3-7859-0667-6.
- Hrsg.: Wandel der Lernkulturen an Schulen und Museen. Paradigmenwechsel zwischen Schul- und Museumspädagogik (= Schriftenreihe des Zentrums für Lehrerbildung und Schulforschung, Band 7). Leipziger Universitätsverlag, Leipzig 2008, ISBN 978-3-86583-249-8.
- Hrsg.: Technik – Faszination und Bildung. Impulse zur Museumspraxis, Didaktik und Museologie (= Reihe Wunderkammer, Band 4). Müller-Straten, München 2008, ISBN 3-932704-79-7.